# Jean-Claude Schindelholz
Jean-Claude Schindelholz, né le 11 octobre 1940 à Moutier, est un joueur de football suisse.

## Biographie
Né le 11 octobre 1940 à Moutier, Jean-Claude Schindelholz commence le football au FC Moutier, intégrant la première équipe à 17 ans. En 1962, il participe à la promotion du club en Ligue nationale B, avant de rejoindre, un an plus tard, le Servette FC. Treize fois international, il marque un but lors d’un match contre la Belgique. Après deux saisons au Vevey-Sports, il met un terme à sa carrière en 1973.

## Palmarès
- Coupe de Suisse en 1971 avec Servette FC

## Équipe nationale
- 13 sélections, 1 but
- Première sélection : Suisse-Belgique 2-0, le 15 avril 1964 à Genève
- Dernière sélection : Belgique-Suisse 1-0, le 22 octobre 1966 à Bruges

## Clubs successifs
- 1957-1963 : FC Moutier
- 1963-1971 : Servette FC
- 1971-1973 (décembre) : Vevey-Sports